# Шок і Шер
«Шок і Шер» — кольоровий радянський дитячий художній фільм, знятий режисером Канимбеком-Кано Касимбековим в 1972 році на кіностудії «Казахфільм».

## Сюжет
Фільм оповідає про дружбу маленького хлопчика Шера і лошати Шока. Шер мріє про лоша і не дозволяє старшому братові продати кобилу, що має народити. Кобила народила лоша, якого назвали Шоком. Шер і Шок прив'язалися один до одного настільки, що не могли один без одного жити. Але одного разу Шер впав з коня і потрапив до лікарні, і поки він там лежав, старший брат продав Шока, а на виручені гроші купив мотоцикл з коляскою. Шер не міг пережити втрату друга і вирушив на пошуки Шока…

## У ролях
- Талгат Укімов — Шер (озвучила Марія Виноградова)
- Камбар Валієв — Галімжан
- Тамара Косубаєва — мати Шера
- Гульзіпа Сиздикова — бабуся Галімжана
- Нурканат Жакипбаєв — Турсун, брат Шера
- Серали Кожамкулов — сторож в саду (озвучив Іван Рижов)
- Мухтар Бахтигерєєв — епізод
- Танат Жайлібеков — епізод
- Касим Жакібаєв — епізод
- Чапай Зулхашев — епізод
- Гінаят Касимханов — епізод
- Нуржуман Іхтимбаєв — епізод

## Знімальна група
- Режисер — Канимбек-Кано Касимбеков
- Сценарій — Сатибалди Наримбетов
- Головний оператор — Віктор Осенніков
- Художник-постановник — Віктор Ледньов
- Композитор — Дунгенбай Ботбаєв
- Звукооператор — З. Абікенова
- Другий режисер — К. Мергазієв
- Монтажер — М. Добрянська
- Оператори — Є. Даулбаєв, А. Нілов
- Художник-гример — В. Морякова
- Художник-декоратор — Р. Карімов
- Асистенти режисера — І. Оспанов, В. Успанова
- Асистенти оператора — А. Левкович, Г. Бєлянін
- Редактор — Г. Хоменчук
- Естрадний оркестр Казахського телебачення і радіо
- Диригент — А. Гурьянов
- Ансамбль казахських народних інструментів під керівництвом Б. Сарибаєва
- Художній керівник фільму — Григорій Чухрай
- Директор картини — Зет Башаєв